# Crêts en Belledonne
Crêts en Belledonne est, depuis le 1er janvier 2016, une commune nouvelle française située dans l'Isère en région Auvergne-Rhône-Alpes.
Cette commune est issue du regroupement des deux communes de Morêtel-de-Mailles et Saint-Pierre-d'Allevard, qui avaient, jusqu'aux élections municipales de 2020, le statut de communes déléguées.

## Géographie

### Localisation
Crêts en Belledonne fait partie de la série de bourgades construites sur les replats des « Balcons de Belledonne », entre Allevard au nord et Uriage au sud. Elle est traversée par la départementale 525 qui relie Goncelin à Allevard. Une de ses particularités est la dispersion des habitations en de très nombreux hameaux, de tailles très variables, implantés sur les pentes du Saint-Génix, de Brame-Farine et de la « montagne de Saint-Pierre », avec un seul bourg, Saint-Pierre-d'Allevard.
Le territoire de la commune est limitrophe de ceux de 6 communes :
| Pontcharra |                     | Allevard      |
| Le Cheylas | Crêts-en-Belledonne |               |
| Goncelin   | Theys               | Le Haut-Bréda |

### Géologie et relief
Située dans la partie septentrionale de la chaîne de Belledonne, elle s'étend essentiellement dans la partie sud d'un synclinal parallèle à la vallée de l'Isère, englobant les pentes calcaires de la montagne de Brame-Farine (1 192 m) qui surplombe le Grésivaudan. Elle est limitée au sud-sud-ouest par les Cinq Crêts, à l'est par l'épaulement (qui culmine à 1 726 m avec le Crêt du Poulet) qui la sépare de la vallée du Haut Bréda ; elle s'ouvre sur le Grésivaudan à l'ouest (vers le Cheylas) et au sud-ouest (vers Goncelin).
Une des particularités de la commune est son amplitude d'altitude : le bourg de Saint-Pierre s'étale, du sud au nord, entre 490 et 543 m, les hameaux s'échelonnent entre 366 m (le hameau des Teppes) et environ 900 m (le Charpieux, sur la route du col du Barioz), et le point le plus haut, le Crêt du Poulet, culmine à 1 726 m.

### Hydrographie
Le cours d'eau le plus important est le Salin, qui prend sa source sur les pentes schisteuses du Crêt du Poulet traverse le hameau de Sailles, grossi par de nombreux affluents du même bassin versant, les plus importants étant les ruisseaux du Grand Plan, de la Cassey, du Carignon, du Mas, puis, rejoint par les ruisseaux du Catus (drainant le flanc sud-est de Brame-Farine) et du Taillou (sur le flanc nord du Saint-Génix), emprunte les gorges du Fay pour atteindre la vallée de l'Isère. Plus au sud, le ruisseau de Chavanne rejoint directement la vallée de l'Isère. 
Les pentes assez raides transforment par temps d'orage ou de pluies persistantes ces ruisseaux, parfois intermittents dans le massif calcaire de Brame-Farine, en torrents dévastateurs.
Les fonds marécageux ont servi à établir, au nord, le bassin EDF du Flumet (de 4,7 Mm3) et le « lac » des Fontaines sur le large faux plat dans la pente ouest du Saint-Génix. Un seul subsiste dans une zone classée « espace naturel sensible » : le marais de Sailles.

### Climat
Pour des articles plus généraux, voir Climat d'Auvergne-Rhône-Alpes et Climat de l'Isère.
En 2010, le climat de la commune est de type climat de montagne, selon une étude du Centre national de la recherche scientifique s'appuyant sur une série de données couvrant la période 1971-2000. En 2020, Météo-France publie une typologie des climats de la France métropolitaine dans laquelle la commune est exposée à un climat de montagne ou de marges de montagne et est dans la région climatique Alpes du nord, caractérisée par une pluviométrie annuelle de 1 200 à 1 500 mm, irrégulièrement répartie en été.
Pour la période 1971-2000, la température annuelle moyenne est de 10,6 °C, avec une amplitude thermique annuelle de 18,9 °C. Le cumul annuel moyen de précipitations est de 1 462 mm, avec 9,5 jours de précipitations en janvier et 8,8 jours en juillet. Pour la période 1991-2020, la température moyenne annuelle observée sur la station météorologique de Météo-France la plus proche, « Pipay_sapc », sur la commune de Theys à 9 km à vol d'oiseau, est de 6,3 °C et le cumul annuel moyen de précipitations est de 1 545,8 mm,. Pour l'avenir, les paramètres climatiques de la commune estimés pour 2050 selon différents scénarios d'émission de gaz à effet de serre sont consultables sur un site dédié publié par Météo-France en novembre 2022.

### Voies de communication et transports
Commune de montagne, elle est reliée à la vallée du Grésivaudan par deux voies : la départementale 525 qui relie Allevard à Goncelin et la départementale 78, vers Le Cheylas ;  aux autres communes du Balcon de Belledonne par la départementale 280 et le col du Barioz (1 041 m).
Les différents sites de la commune (notamment les villages de Morêtel-de-Mailles et de Saint-Pierre d'Allevard) sont desservis par la ligne de bus Proximo de Grenoble n°86 qui part de la gare de Grenoble et qui dessert la ville d'Allevard.

## Urbanisme

### Typologie
Au 1er janvier 2024, Crêts en Belledonne est catégorisée petite ville, selon la nouvelle grille communale de densité à sept niveaux définie par l'Insee en 2022.
Elle appartient à l'unité urbaine d'Allevard, une agglomération inter-départementale regroupant neuf  communes, dont elle est ville-centre,,. Par ailleurs la commune fait partie de l'aire d'attraction de Grenoble, dont elle est une commune de la couronne,. Cette aire, qui regroupe 204 communes, est catégorisée dans les aires de 700 000 habitants ou plus (hors Paris),.

### Risques naturels

#### Risques sismiques
L'ensemble du territoire de la commune de Crêts en Belledonne est situé en zone de sismicité no 4, comme la plupart des communes de son secteur géographique.
| Type de zone | Niveau            | Définitions (bâtiment à risque normal) |
| ------------ | ----------------- | -------------------------------------- |
| Zone 4       | Sismicité moyenne | accélération = 1,6 m/s2                |

## Toponymie
Le choix du nom de la nouvelle entité administrative est inspiré par la géographie. L'association du nom des deux anciennes communes aurait dépassé les 37 signes légaux et il n'a pas paru souhaitable de mixer les deux noms. Il existe d'autres communes iséroises identifiées par leur espace géographique, que ce soit l'Oisans (Le Bourg-d'Oisans), le Vercors (Lans-en-Vercors) ou la Chartreuse (Saint-Pierre-de-Chartreuse). Or les deux anciennes communes sont situées dans la partie septentrionale de la chaîne de Belledonne et sont partiellement entourées de « crêts ». Morêtel-de-Mailles est dominée au sud par le Crêt du Saint-Genis (1 178 m), dont la corniche rocheuse nord-est, appelée les Cinq Crêts (de 1 285 à 1 150 m), est la limite sud-sud-ouest de Saint-Pierre-d'Allevard, que dominent en outre, au sud-est, le Crêt du Poulet (1 726 m) et les pentes du Crêt Luisard (1 803 m), éléments les plus hauts de l'épaulement rocheux qui sépare le « pays d'Allevard » de la vallée du Haut-Bréda.

## Histoire
La création de la nouvelle commune, effective le 1er janvier 2016, entraîne la transformation des deux anciennes communes, Morêtel-de-Mailles et Saint-Pierre-d'Allevard, en « communes déléguées ». Sa création a été entérinée par l'arrêté du 27 octobre 2015.
Elle se justifie par des liens sociaux étroits et une certaine cohérence territoriale. Les deux communes originelles, créées en 1789, recouvraient les territoires des anciennes paroisses, même si, entre 1795 et 1800 Saint-Pierre-d'Allevard fut intégrée à la municipalité cantonale d'Allevard et Morêtel à celle de Goncelin. Mais les limites entre elles n'étaient pas étanches : les enfants des hameaux de Sailles fréquentaient l'école de Morêtel jusqu'à sa fermeture en 1971, date à partir de laquelle les enfants de Morêtel furent scolarisés à Saint-Pierre, des Saint-Pierrains possèdent des terres (anciennement des vignes) sur les coteaux biens exposés de Morêtel.

## Politique et administration

### Tendance politiques et résultats
|                                            | 1er score | 1er score                             | 2e score | 2e score                        | Participation |
| Élection présidentielle de 2017 (1er tour) |           | 21,00 % pour Jean-Luc Mélenchon (LFI) |          | 20,59 % pour Marine Le Pen (RN) | 80,99 %       |
| Élection présidentielle de 2017 (2d tour)  |           | 60,86 % pour Emmanuel Macron (LREM)   |          | 39,14 % pour Marine Le Pen (RN) | 77,45 %       |

### Liste des communes
| Nom                             | Code Insee | Intercommunalité          | Superficie (km2) | Population (dernière pop. légale) | Densité (hab./km2) |
| ------------------------------- | ---------- | ------------------------- | ---------------- | --------------------------------- | ------------------ |
| Saint-Pierre-d'Allevard (siège) | 38439      | CC du Pays du Grésivaudan | 27,09            | 2 887 (2013)                      | 107                |
| Morêtel-de-Mailles              | 38262      | CC du Pays du Grésivaudan | 6,71             | 448 (2013)                        | 67                 |

### Liste des maires
| Période                                  | Période  | Identité         | Étiquette | Qualité    |
| ---------------------------------------- | -------- | ---------------- | --------- | ---------- |
| 12 janvier 2016                          | 2020     | Jean-Louis Maret | PS        | pharmacien |
| 15 mars 2020                             | En cours | Youcef Tabet     |           |            |
| Les données manquantes sont à compléter. |          |                  |           |            |

## Population et société

### Enseignement
La commune est rattachée à l'académie de Grenoble.

### Médias
Historiquement, le quotidien à grand tirage Le Dauphiné libéré consacre, chaque jour, y compris le dimanche, dans son édition du Grésivaudan, un ou plusieurs articles à l'actualité de la ville, ainsi que des informations sur les éventuelles manifestations locales, les travaux routiers, et autres événements divers à caractère local.
La commune est située sur l'aire de diffusion de radio Ici Isère, une radio publique qui émet sur tout le territoire du département de l'Isère.

## Économie
La commune dispose de la station du Barioz, une petite station de sports d'hiver au-dessus du col du même nom.

## Culture et patrimoine

### Patrimoine industriel

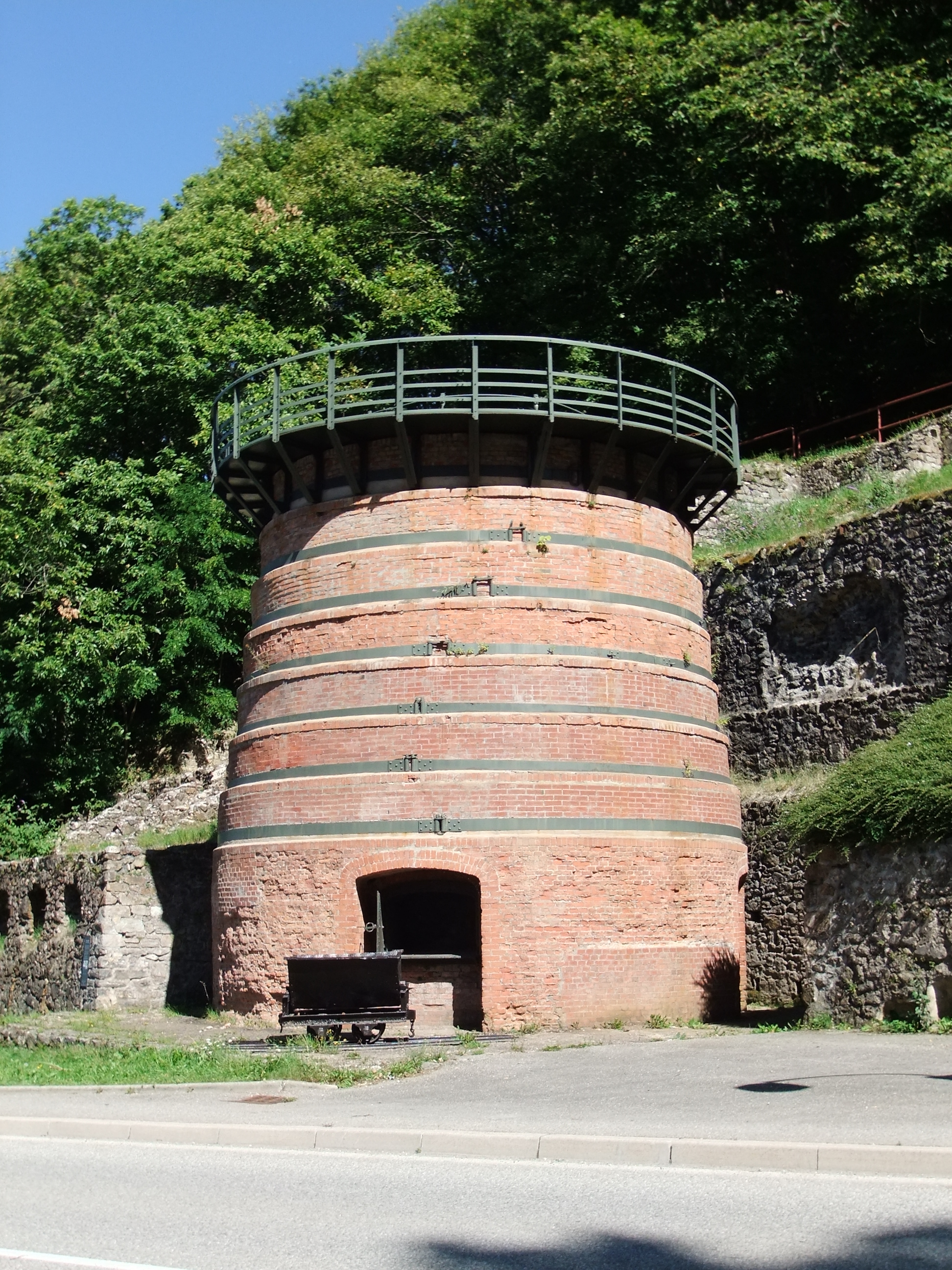
Four à griller.

Le four à griller le minerai de Saint-Pierre-d'Allevard, construit sur le site de Champ Sappey en 1905, et restauré en 1997, est un des rares vestiges du passé industriel de la fin du XIXe siècle et du début du XXe siècle lié au riche filon de fer spathique de La Taillat (découvert en 1858 et exploité jusqu'en 1920) qui a lancé l'activité minière à l'échelle industrielle.

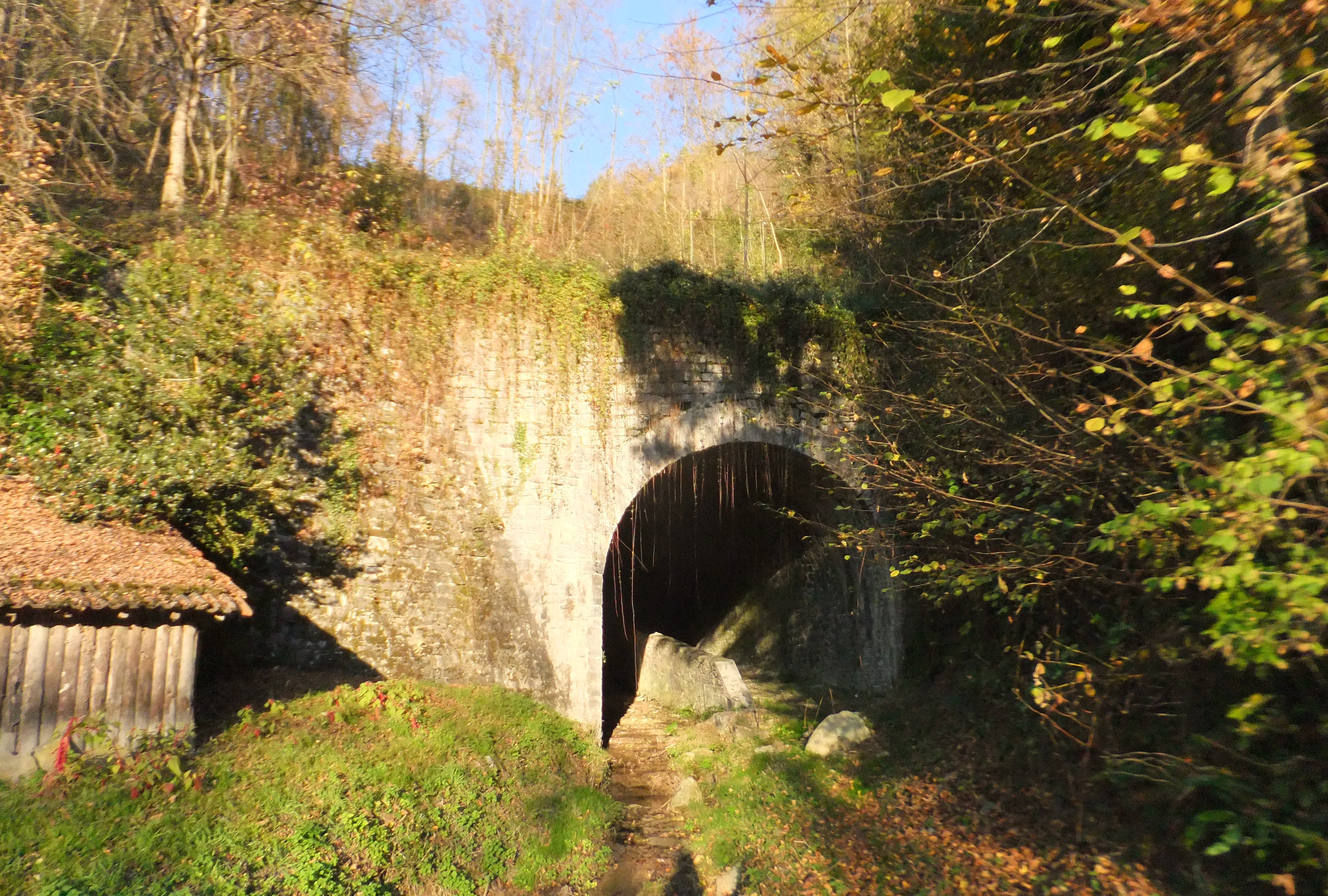
Le grand remblai du Catus, visible depuis la route du Vernay.

La partie du tracé du chemin de fer des forges d'Allevard (destiné à transporter le minerai entre les fours à griller et les hauts fourneaux d'Allevard et du Creusot) restée dans le domaine public est accessible en chemin piétonnier sur deux kilomètres environ entre les anciennes communes de Saint-Pierre-d'Allevard et Morêtel-de-Mailles. Un certain nombre d'ouvrages d'art subsistent, comme des ponts franchissant la voie, le grand remblai du ruisseau du Catus, le site de la gare de Marabet, le démarrage du plan incliné à Marabet (vers le Cheylas) et l'arrivée à Champ Sappey du  plan incliné venant de La Taillat.
En plusieurs lieux-dits subsistent d'autres vestiges de l'exploitation ancienne du minerai de fer, en particulier la cité Vaugraine et les sites miniers de Combe-Bachat et de la Croix Recullet.

### Patrimoine architectural
Zone frontière avec la Savoie jusqu'en 1860, la commune garde les vestiges de maisons fortes ayant appartenu au « mandement de Moretel » : Bouthière (ancienne maison forte des Guiffrey de Boutières), Mailles (maison forte des seigneurs de Mailles), le « château de Morêtel » (Maison de Belledonne) aux Fontaines. Le lieu-dit « Le Fort » rappelle l'existence de la forteresse des seigneurs de Moretel, détruite sur ordre de Lesdiguières en 1593 après l'avoir reprise aux Savoyards du Marquis de Trefford qui utilisaient sa position pour ravager la vallée du Grésivaudan.
À Saint-Pierre, qui dépendait du « mandement d'Allevard », l'église Saint-Pierre qui a donné son nom au bourg  est le vestige d'un prieuré bénédictin dépendant de l'Abbaye de Cluny. Son clocher a fait l'objet d'un classement au titre des monuments historiques par arrêté du 20 juillet 1908. Si les maisons fortes ont disparu, à l'exception de la Tour d'Aquin, les lieux-dits en perpétuent le souvenir, comme Châtelard, La Tour, Le Chaboud (ancien site de la maison forte de la famille Genton) et « La Roche » (fief des seigneurs de Saint-Pierre) où les ruines de la maison forte, le château de la Roche, étaient encore imposantes à la fin du XIXe siècle.
Dans le hameau de Sailles, des bâtiments gardent des vestiges architecturaux anciens, perpétuant le souvenir de Benoit de Vignon, petit-neveu de Marie Vignon, seigneur de Barnoux et de Sailles, ou de la famille de Marcieu, mais aussi de la longue tradition industrielle qu'a permise la présence du Salin, qui faisait tourner les moulins (à huile de noix et à farine), les martinets et autres machines.

### Héraldique
|  | Crêts en Belledonne possède des armoiries dont l'origine et le blasonnement exact ne sont pas disponibles. |